# Rue Alderson Jeuniau
La rue Alderson Jeuniau est une rue bruxelloise de la commune d'Auderghem qui relie la rue Maurice Charlent à l'avenue André Drouart. Sa longueur est d'environ 130 mètres.

## Historique et description
Vers 1960, Auderghem construit de nouveaux quartiers. Les voies publiques sont le plus souvent nommées d'après des victimes des guerres apparaissant sur une liste portant pour titre Morts pour la Patrie. Le bourgmestre Paul Delforge, ancien combattant de la guerre 1940-1945, veillait à ce que l'ordre de la liste fut respecté.
Le 3 juillet 1964, le conseil communal baptisa cette voie du nom d' Alderson Jeuniau[réf. nécessaire].
- Premier permis de bâtir délivré le 29 avril 1968 pour le n° 10.